# 263

## Události
- Gótové pokračují v plenění Malé Asie

## Vědy a umění
- Čínský matematik Liou Chuej vydal knižně odborné komentáře k Devíti kapitolám matematického umění, dílu, které obsahovalo čínské matematické objevy od 10. století př. n. l.

## Hlavy států
- Papež – Dionýsius (259–268)
- Římská říše – Gallienus (253–268)
- Perská říše – Šápúr I. (240/241–271/272)
- Kušánská říše – Vášiška (247–267)
- Arménie – Artavazd VI. (252–283)
- Kavkazská Iberie – Mirdat II. Iberský (249–265) + Amazasp III. (260–265)

Indie:
- Guptovská říše – Maharádža Šrí Gupta (240–280)
- Západní kšatrapové – Rudrasen II (256–278)

Čína:
- Wei wang (království Wei)
- Liu houzhu (království Shu)
- Jing di (království Wu)